# Liste der Backsteinbauwerke der Gotik in Süddeutschland

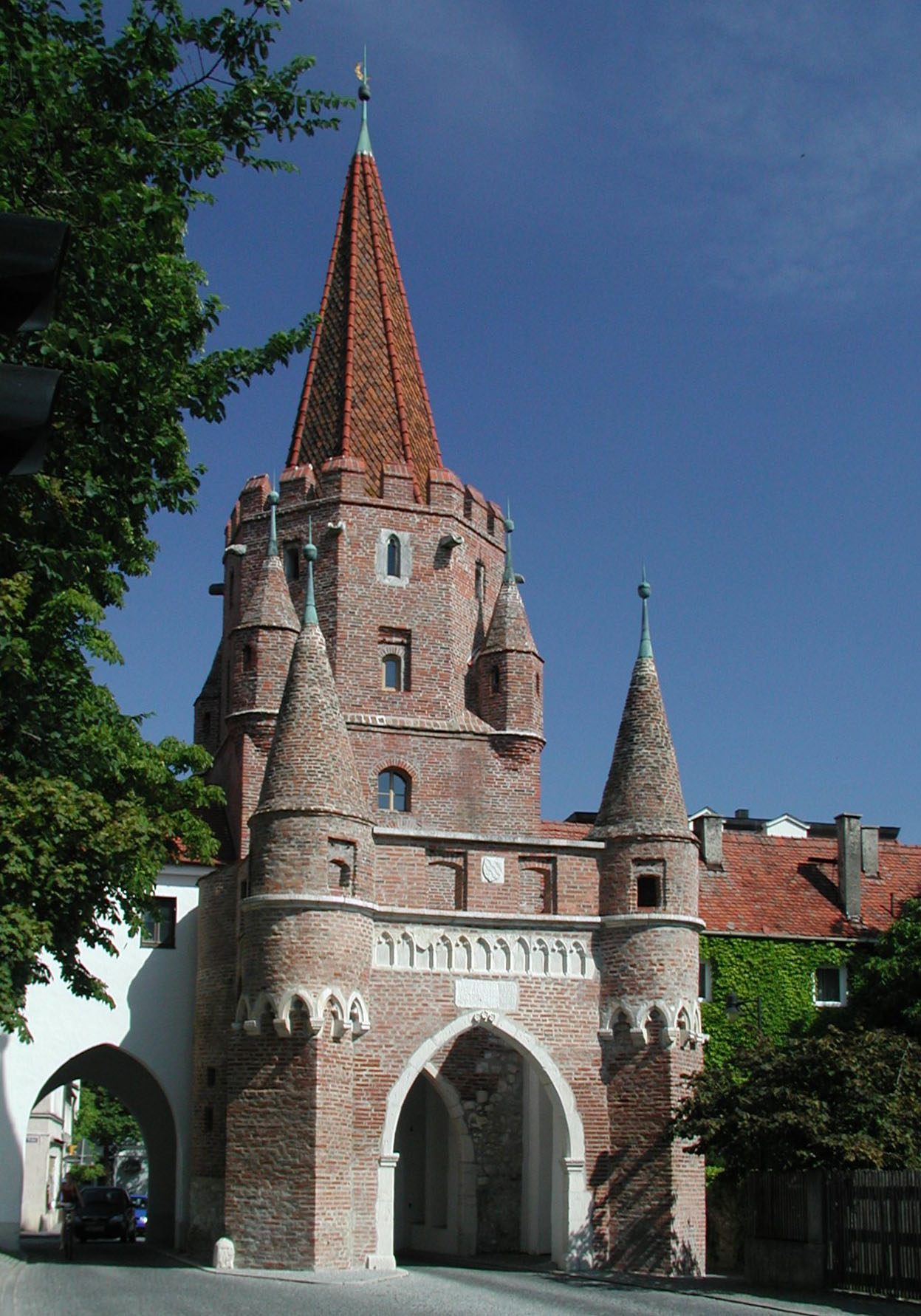
Kreuztor, Ingolstadt, Teil der mittelalterlichen Stadtbefestigung von 1385

▶ Backsteinbauwerke der Gotik – Übersicht
– Siehe auch frühmittelalterliche und romanische Backsteinbauten in Bayern und in Südwestdeutschland –
Die Liste der gotischen Backsteinbauwerke in Süddeutschland ist Teil des Listen- und Kartenwerks Backsteinbauwerke der Gotik, in dem der gesamte europäische Bestand dieser Bauwerke möglichst vollständig aufgeführt ist.

## Baden-Württemberg
Anzahl der Gebäude und Gebäudegruppen: 15
| Ort                    | Bauwerk                          | Bauzeit                    | Anmerkungen | Foto                           |
| ---------------------- | -------------------------------- | -------------------------- | --- | ------------------------------ |
| Asch, Blaubeuren       | Marienkirche                     | erwähnt 1236, Turm 18. Jh. | Gewölberippen aus Backstein | Foto siehe Link                |
| Biberach an der Riss   | Martinskirche                    | Kapelle 15. Jh.            | Backsteinmaßwerk im vermauerten Ostfenster der nördlichen Nebenkapelle; Kirche im Übrigen stark barockisiert                                                                                                 |                                |
| Biberach an der Riss   | Evangelische Spitalkirche (CC)   | 15./16. Jh.                | Netzgewölbe mit Backsteinrippen, Schlusssteine jedoch aus Naturstein |                                |
| Blaubeuren             | Klosterkirche                    | 1480–1500                  | Maßwerk der Querhausgiebel aus Terrakotta, urspr. wohl farbig gefasst, inzwischen schon lange offen erkennbar                                                                                                |                                |
| Riedlingen             | Spitalkapelle zum Heiligen Geist | 15. Jh.                    | Kapelle im Erdgeschoss, Obergeschosse aus Fachwerk (1416/1417 (d)); heute städtische Galerie | Foto in Seite zu anderem Thema |
| Stetten, Stadt Ehingen | Kapelle St. Bernhard             | 16. Jh. (?)                | Netzgewölbe im gotischen Teil der Kapelle aus Backstein | kein Foto in WM-Commons        |
| Ulm                    | Ulmer Münster                    | 1377–1543, 1844–1890       | Große Backsteinwände, aber Werksteindekor an allen Mauerkanten; Spitze des Westturms (nach mittelalterlichem Plan), Strebewerk vor den Obergaden und Chortürme im 19. Jahrhundert angefügt                   |                                |
| Ulm                    | Valentinskapelle                 | 1458                       | |                                |
| Ulm                    | Rathaus                          | 1370–1578                  | fast ganz aus Ziegeln errichtet, aber Wände vollständig verputzt und als Fassaden mit Fresken bemalt; Maßwerkbekrönung aber aus Backstein und Terrakotta; Westflügel im 19. Jh. abgerissen und neu errichtet |                                |
| Ulm                    | Schwörhausgasse 3                | 1430/1431                  | heute geschlämmt |                                |
| Ulm                    | Schiefes Haus                    | 13./14. Jh.                | Nordseite geschlämmter Backsteingiebel, ansonsten Fachwerk |                                |
| Ulm                    | Zeughaus                         | gotischer Flügel 1522      | seit dem Zweiten Weltkrieg Ruine, Mauerwerk geschlämmt, überwiegend Backstein |                                |
| Ulm                    | Stadtmauer mit Türmen:           | 1360, Backstein 1495       | Gänseturm, ehem. Stadttor |                                |
| Ulm                    | Stadtmauer mit Türmen:           | 1340                       | Metzgerturm, ehem. Stadttor |                                |
| Ulm                    | Stadtmauer mit Türmen:           | Zundeltor mit Seelturm     | |                                |

## Bayern
Hintergrundinformationen:
- D = Datensatz im Bayerischen Denkmalatlas, die Aktennummern beginnen mit „D“
- Bei einigen Gebäuden ist unter „(CC)“ die zugehörige Bildersammlung in Wikimedia Commons verlinkt.

Anzahl der Gebäude und Gebäudegruppen: 163
| Navigation in dieser Liste: Augsburg • Dingolfing • Ingolstadt • Landshut • München • Nürnberg • Straubing |

### Bayrisch Schwaben
– Westlich des Lech gelegene Oste im bayrischen Regierungsbezirk Schwaben –
– Siehe auch romanische Backsteinbauten in Bayrisch Schwaben –
Anzahl der Gebäude und Gebäudegruppen: 33
| Ort                                            | Bauwerk                                                         | Bauzeit                                                             | Anmerkungen | Foto                 |
| ---------------------------------------------- | --------------------------------------------------------------- | ------------------------------------------------------------------- | --- | -------------------- |
| Apfeltrach, Unterallgäu                        | Bartholomäuskirche D-7-78-113-2                                 | spätes 15. Jh.                                                      | |                      |
| Augsburg                                       | Augsburger Dom D-7-61-000-238                                   | Backstein ab 1331                                                   | Vorgänger seit 8. Jh., heutiger Bau ab 995, teilw. aus röm. Mauersteinen; „romanische“ Turmerhöhungen erst 1487 und 1556; Westchor und nördliches Seitenschiff verputzt, bis ins frühe 20. Jahrhundert auch die übrigen Teile verputzt |                      |
| Augsburg                                       | Barfüßerkirche D-7-61-000-131                                   | 1407–1411                                                           | - romanischer Vorgänger 1398 abgebrannt - nach dem Zweiten Weltkrieg westlicher Teil nicht wieder aufgebaut - Veränderungen (Medaillonfenster u. a.) 1724 u. 1830 |                      |
| Augsburg                                       | Turm der Moritzkirche D-7-61-000-728                            | Turm- obergsch. 1494                                                | zwei neue Stockwerke auf romanischem Turm von 1084, spätgotisches Blendmaßwerk aus Formziegeln (achteckiger Aufsatz erst 1533/34) |                      |
| Augsburg                                       | Jakobertor D-7-61-000-484                                       | 14. Jh.                                                             | |                      |
| Augsburg                                       | Vogeltor D-7-61-000-1052                                        | 1445                                                                | |                      |
| Augsburg                                       | weitere Teile der Stadtbefestigung D-7-7631-0525                |                                                                     | |                      |
| Beuren, Pfaffenhofen an der Roth, Lkr. Neu-Ulm | St. Cosmas und Damian (CC) D-7-75-143-7                         | Turm 15. Jh.                                                        | Turm mit Terrakottafriesen; Schiff später umgestaltet und erweitert |                      |
| Buchloe, Ostallgäu                             | Pfarrk. Mariä Himmelfahrt (CC) D-7-77-121-10                    | um 1400, 1517                                                       | Turm spätes 15. Jh.; Wiederherstellung nach Brand von 1517 |                      |
| Donauwörth                                     | Liebfrauenmünster D-7-79-131-58                                 | 1444–1467                                                           | Schiff heute verputzt, 1577–1607 lutherisch |                      |
| Donauwörth                                     | Stadtmauer mit Türmen D-7-79-131-1                              | 13.–15. Jh.                                                         | |                      |
| Gempfing, Rain (Lech), Lkr. Donau-Ries         | Pfarrk. St. Vitus D-7-79-201-52                                 | Turm 14. Jh.                                                        | Langhaus 1683/1701 verlängert und umgestaltet, verputzt |                      |
| Kaufbeuren                                     | Martinskirche D-7-62-000-135                                    | Chor 1438–1443                                                      | Chor aus Sichtbackstein, Umbau einer romanischen Basilika |                      |
| Kaufbeuren                                     | Blasiusturm D-7-62-000-1                                        | 1420                                                                | Stadtmauerturm an der Blasiuskirche |                      |
| Kempten (Allgäu)                               | Stadtmauerturm auf der Burghalde D-7-63-000-38                  | 1488                                                                | |                      |
| Loppenhausen, Breitenbrunn, Unterallgäu        | Pfarrk. St. Johan- nes Baptist und Blasius D-7-78-121-19        | Turm 1522/1524                                                      | Turm aus Sichtbackstein |                      |
| Memmingen                                      | ev. Kirche St. Martin                                           | 15. Jh.                                                             | Sichtmauerwerk und Maßwerk der Obergaden aus Backstein |                      |
| Memmingen                                      | ev. Kirche Unser Frauen                                         | Maßwerk um 1460                                                     | Maßwerk der Obergaden aus Backstein |                      |
| Memmingen                                      | Stadtbefestigung D-7-64-000-1, Stadttor am Einlass D-7-64-000-5 | Backstein ab etwa 1330                                              | Erster Mauerring spätestens 1182 vollendet aus Tuff, Kalchvorstadt 1. H. 13. Jh., um 1330 mit Backstein ausgebaut, Befestigung der Oberstadt um 1350 Tuffsteinfundament mit Backsteinaufbau, der Ulmer Vorstadt um 1450 vollendet Tuffsteinfundament mit Backsteinaufbau, Kemptener Tor u. andere ältere Tore Ende 14. Jh. Mischmauerwerk, 1. H. 15. Jh. verputzt, Tor am Einlass 1475 und einige der Türme immer backsteinsichtig |                      |
| Mindelheim                                     | Stadtbefestigung                                                | Ende 15.– Anf. 16. Jh.                                              | Erneuerung oder Neubau (nach erstem Mauerring aus 2. H. 14. Jh.), einige Teile von Anfang an backsteinsichtig oder geschlämmt, Tore heute verputzt |                      |
| Münster, Mickhausen, Lkr. Augsburg             | St. Benedikt und Vitus (CC) D-7-72-178-12                       | geweiht 1502                                                        | geschlämmter Backstein; Vorgängerbauten 9. oder 10. Jh. |                      |
| Obergermaringen, Germaringen, Lkr. Ostallgäu   | Filialkirche St. Michael (CC) D-7-77-130-4                      | Turm 1487                                                           | übrige Kirche ebenfalls 2. H. 15. Jh. |                      |
| Pforzen, Lkr. Ostallgäu                        | Pfarrk. St. Valentin (CC) D-7-77-158-3                          | Chor u. Turm 1484                                                   | spätgot. Backsteinturm in teilw. roman. Formen; Schiff älter |                      |
| Reisensburg, Günzburg                          | Schloss Reisensburg D-7-74-135-182                              | Bergfried 14./15. Jh.                                               | übriges Schloss 16./17. Jh. |                      |
| Staudheim, Rain (Lech), Lkr. Donau-Ries        | Pfarrk. St. Quirin D-7-79-201-64                                | Turm 13./14. Jh.                                                    | Schiff u. Chor 1. H. 15. Jh., Erhöhung der Außenwände 17. Jh. | Foto siehe DaBa-Link |
| Untergermaringen, Germaringen, Lkr. Ostallgäu  | Filialkirche St. Georg (CC) D-7-77-130-6                        | Turm 15. Jh.                                                        | Schiff aus Tuffsteinquadern um 1180; spätgot. Backsteinturm teilw. in roman. Formen |                      |
| Ursberg, Lkr. Günzburg                         | St. Johannes, D-7-74-116-5, D-BY III S. 1050 ff.                | Gotik 15. Jh.                                                       | ehem. Prämonstratenser-, heute Franziskanerkirche, geschlämmter Backstein; Basilika ab 1224, gotische Zutaten 1414 und 2. Hälfte 15. Jh. (polygonale Apsiden), 1632 zerstört, 1667–1670 Wiederaufbau mit alten Mauern, 1775 ff. weitere Barockisierung |                      |
| Vöhringen (Iller), Lkr. Neu-Ulm                | Marienkirche (CC) D-7-75-162-1                                  | um 1500                                                             | Turmobergeschosse aus geschlämmtem Backstein, untere Geschosse aus Kalkstein, wohl 13. Jh., Schiff 15. Jh. |                      |
| Walkertshofen, Lkr. Augsburg                   | Kirche St. Alban (CC) D-7-72-214-2                              | spätgot. Backsteinturm, 1792 verändert; Langhaus 1692, Chor 18. Jh. | spätgot. Backsteinturm, 1792 verändert; Langhaus 1692, Chor 18. Jh. |                      |
| Weicht, Jengen, Lkr. Ostallgäu                 | Kirche St. Vitus (CC) D-7-77-140-14                             | Turm 1430                                                           | Turm aus Sichtbackstein |                      |
| Willmatshofen, Fischach, Lkr. Augsburg         | Pfarrk. St. Vitus (CC) D-7-72-141-18                            | Turm 1440/1450 u. 1510                                              | übrige Kirche 1843 ersetzt |                      |
| Woringen, Unterallgäu                          | evangelische Kirche Unser Frauen D-7-78-219-1                   | 14. u. 15. Jh.                                                      | Turmobergeschoss Backstein, Chor Naturstein und Backstein, Turmdach aus blau glasierten Ziegeln |                      |
| Bad Wörishofen                                 | Pfarrk. St. Justina D-7-78-116-9                                | Turm 1519/20                                                        | Turm der im Übrigen verputzten teils älteren, teils später umgestalteten Kirche |                      |

### Altbayern
– Oberbayern, Niederbayern, die Oberpfalz –
Anzahl der Gebäude und Gebäudegruppen: 125

#### Oberbayern
– einschließlich der östlich des Lech gelegene Orte im Regierungsbezirk Schwaben –
– Siehe auch romanische Backsteinbauten in Oberbayern –
| Ort                                               | Bauwerk                                                              | Bauzeit                        | Anmerkungen | Foto                      |
| ------------------------------------------------- | -------------------------------------------------------------------- | ------------------------------ | --- | ------------------------- |
| Airischwand, Nandlstadt, Lkr. Freising            | St.-Silvester-Kirche (CC) D-1-78-144-25                              | 15. Jh.                        | Nordseite Sichtbackstein |                           |
| Aising, Stadt Rosenheim                           | Kirche St. Stephan(us) (CC) D-1-63-000-165                           | Ende 15. Jh.                   | Ostchor und Südseite geschlämmter Backstein |                           |
| Altmühldorf, Mühldorf am Inn                      | Pfarrkirche St. Laurentius D-1-83-128-193                            | 1509–18                        | dreischiffige Hallenkirche |                           |
| Blainthal, Taufkirchen (Vils), Lkr. Erding        | Kirche St. Ulrich D-1-77-139-13 St. Ulrich                           | um 1500                        | teilweise verputzt | Foto siehe DaBa-Link      |
| Breitenweiher, Taufkirchen (Vils), Lkr. Erding    | Kirche St. Helena (CC) D-1-77-139-14                                 | um 1500                        | um 1720 barockisiert, Giebelreiter |                           |
| Ebering, Steinkirchen, Landkreis Erding           | St. Laurentiuskirche D-1-77-138-6 siehe Denkmalliste                 | um 1300                        | | kein Foto in WM-Commons   |
| Erding                                            | St. Johann D-1-77-117-22                                             | Ende 14. Jh. –1420             | Schiff Sichtbackstein, Turm verputzt |                           |
| Erding                                            | Pfänderturm im östl. Teil der Stadtmauer D-1-77-117-171 (146447)     | 15. Jh.                        | |                           |
| Frauenvils, Taufkirchen (Vils), Lkr. Erding       | St. Maria (Frauenfils) D-1-77-139-15 (28645)                         | um 1500                        | nur Turm Sichtbackstein | Foto siehe DaBa-Link      |
| Friedberg, Reg. Bez. Schwaben                     | Stadtbefestigung D-7-71-130-1                                        | ab 1408                        | ehem. bayrische Grenzfestung |                           |
| Griesbach, Pfaffenhofen (Ilm), Lkr. Pfaffenhofen  | St. Peter und Paul (CC) D-1-86-143-91                                | 13. und 14. Jh.                | Schallöffnungen und Portal gotisch, Fenster barockisiert |                           |
| Harpolden, Egglkofen, Lkr. Mühldorf               | Kirche St. Emmeram D-1-83-115-14                                     | 14. Jh.                        | geschlämmter Backstein; Stilzuschreibung und Datierung überprüfungsbedürftg | Foto der Pfarrseite mäßig |
| Hörgertshausen, Lkr. Freising                     | St.-Alban-Kirche D-1-78-132-5                                        | 15. Jh.                        | Wallfahrtskirche |                           |
| Ingolstadt                                        | Münster Zur Schönen Unserer Lieben Frau D-1-61-000-224               | 1425–1536                      | Stadtpfarrkirche |                           |
| Ingolstadt                                        | Stadttore                                                            |                                | - Kreuztor, 1385 D-1-61-000-232 - Münzbergtor, 1390 D-1-61-000-15 |                           |
| Jettenstetten, Taufkirchen (Vils), Lkr. Erding    | Kirche St. Margaretha D-1-77-139-27                                  | um 1200                        | Turm verputzt | Foto siehe DaBa-Link      |
| Johannrettenbach, Taufkirchen (Vils), Lkr. Erding | Kirche St. Johannes der Täufer Johannrettenbach 2                    | 1505, Turm 2. H. 14. Jh.       | Turm mit noch wenigen gotischen Formen | Foto siehe DaBa-Link      |
| Kirchstetten, Stadt Dorfen, Lkr. Erding           | St. Michael D-1-77-115-67                                            | 2. Hälfte 15. Jh.              | geschlämmt |                           |
| Landsberg am Lech                                 | Stadtpfarrkirche Mariä Himmelfahrt D-1-81-130-76 ohne Thema Material | 1458–1466                      | Wandflächen überw. geschlämmt, teils verputzt; Maßwerk im Herzog-Albrecht-Fenster aus Backstein, in anderen aus Sandstein |                           |
| Landsberg am Lech                                 | Stadtbefestigung D-1-81-130-613                                      | 14.–16. Jh.                    | mehrere Erweiterungen, mit Schmalzturm u. a., teilw. Sichtbackstein, teilw. geschlämmt, teilw. verputzt |                           |
| Moosen (Vils), Taufkirchen (Vils), Lkr. Erding    | St. Stephanus (CC) D-1-77-139-33                                     | um 1599                        | |                           |
| Moosburg                                          | St. Kastulus D-1-78-143-13                                           | Chor 1468                      | spätgotischer Backsteinchor an spätromanischem verputztem aber auch aus Backstein errichteten Langhaus aus dem späten 12. Jh. |                           |
| Moosburg                                          | St. Michael D-1-78-143-66 (55680)                                    | Mitte 13. Jh.                  | bis 1353 Pfarrkirche, heute Friedhofskapelle, überw. romanisch, Chor beginnend gotisch (angespitzte Fensterbögen) |                           |
| Mühlried, Schrobenhausen                          | St.-Ursula-Kirche (CC) D-1-85-158-101                                | 13./14. Jh.                    | romanisch und gotisch, geschlämmter Backsteinbau |                           |
| München                                           | Frauenkirche D-1-62-000-1808                                         | 1468–1488                      | eine der drei größten Backsteinkirchen nördlich der Alpen und der beiden größten Hallenkirchen der Welt |                           |
| München                                           | Augustinerkirche D-1-62-000-4718                                     | 13., 14., 15. Jh.              | 1618 barockisiert |                           |
| München                                           | Allerheiligenkirche am Kreuz D-1-62-000-3639                         | geweiht 1485                   | gesüdet, urspr. Friedhofskirche der Peterskirche, 1620 barockisiert, 1814 regotisiert |                           |
| München                                           | St. Salvator D-1-62-000-6044                                         | geweiht 1494                   | urspr. Friedhofskirche der Frauenkirche, seit 1828 griechisch-orthodox; nach zeitweiser Barockisierung regotisiert |                           |
| München                                           | Löwenturm D-1-62-000-5958                                            | spätes 13. Jh.                 | Geschlechterturm (befestigtes Wohngebäude); Obergeschoss und Zinnen 19. Jh. |                           |
| München                                           | Isartor D-1-62-000-6747                                              | 1337                           | zuerst nur Torturm, dann mit Zwinger umbaut, im 19. Jh. bis auf die Türme abgerissen und dann wiederhergestellt; Mittelturm geschlämmt, Zwinger verputzt                                                                               |                           |
| München                                           | Sendlinger Tor D-1-62-000-6485                                       | um 1300                        | Umbauten im 19. und frühen 20. Jh., Verlust des Mittelturms |                           |
| München- Obermenzing                              | Kapelle von Schloss Blutenburg D-1-62-000-6226                       | 1488                           | |                           |
| München- Freimann                                 | Alte Pfarrkirche St. Nikolaus D-1-62-000-2484                        | Turm 1. H. 14. Jh.             | Chorturm frühgotisch aus Backstein, Langhaus 1880 umgebaut |                           |
| Neufahrn, Egling, Lkr. Bad Tölz                   | St. Johannes Baptist (CC) D-1-73-120-62                              | Backstein Anf. 16. Jh.         | Chorturm geschlämmt: Tuffsteinquader und in den oberen Geschossen Backstein |                           |
| Neuötting                                         | St. Nikolaus D-1-71-125-49                                           | 1410–1511                      | Eckverbände aus Nagelfluh; Turm 1623 und verputzt |                           |
| Neuötting                                         | Kirche St. Anna D-1-71-125-113 (31662)                               | 1511                           | | Foto siehe DaBa-Link      |
| Oberwittelsbach (zu Aichach)                      | Kirche Maria vom Siege D-7-71-113-84                                 | 1418 und 16. Jh.               | barocke Veränderungen im 17. Jahrhundert |                           |
| Pastetten, Lkr. Erding                            | Pfarrk. St. Martin D-1-77-135-2                                      | Turm 2. H. 14. Jh.             | heute grundsätzl. verputzt, aber an oberen Turmgeschossen Backsteinmauerwerk erkennbar |                           |
| Pfaffenhofen an der Ilm                           | Pfänderturm D-1-86-143-122                                           | um 1400                        | letzter erhaltener Turm der Stadtbefestigung |                           |
| Purfing, Vaterstetten, Lkr. Ebersberg             | St. Laurentius (CC) D-1-75-132-9                                     | frühes 16. Jh.                 | Schiff verputzt, Turm geschlämmt |                           |
| Schrobenhausen                                    | Pfarrk., S. Jakob D-1-85-158-1 (42387)                               | 2. H. 15. Jh.                  | Backsteinmauerwerk der Wände verputzt, aber aufsteigender Fries am Westgiebel, Blendmaßwerk an Strebepfeilern und Fenstermaßwerk aus Terrakotta; an den Gewölberippen allerdings Unterschied zwischen gemalter u. realer Segmentierung |                           |
| Schrobenhausen                                    | Stadtbefestigung D-1-85-158-120                                      | um 1440                        | überwiegend aus geschlämmtem Backsteinmauerwerk; 12 Türme |                           |
| Steinkirchen, Landkreis Erding                    | Johanneskirche D-1-77-138-1                                          | 2. H. 15. Jh.                  | barocke Veränderungen im 18. Jh. |                           |
| Unterdießen, Lkr. Landsberg                       |                                                                      | 2. H. 15. Jh.                  | Pfarrk. St. Nikolaus (CC) D-1-81-143-1 |                           |
| Wartenberg, Lkr. Erding                           | Friedhofskirche St. Georg (CC), D-1-77-143-2                         | nach 1500                      | ehem. Pfarrkirche von Rockelfing, Chorpolygon backsteinsichtig, Turm geschlämmt |                           |
| Wasserburg am Inn, Lkr. Rosenheim                 | Pfarrkirche St. Jakob D-1-87-182-104                                 | 15. Jh.                        | nur Langhaus aus Backstein, Hallenkirche |                           |
| Zustorf, Langenpreising, Lkr. Erding              | Kirche St. Stephan (CC), D-1-77-126-6 (28493)                        | 1510, Turm unten 2. H. 13. Jh. | Turm u. Westgiebel verputzt |                           |

#### Niederbayern
– Siehe auch romanische Backsteinbauten in Niederbayern –
| Ort                                                   | Bauwerk                                                       | Bauzeit                                                                                 | Anmerkungen | Foto                                                                  |
| ----------------------------------------------------- | ------------------------------------------------------------- | --------------------------------------------------------------------------------------- | --- | --------------------------------------------------------------------- |
| Allakofen, Elsendorf, VG Mainburg, Lkr. Kelheim       | Kirche St. Xystus (CC) D-2-73-163-2                           | Chorturm frühgotisch, im 15. Jh. erweitert, Langhaus barock umgebaut und heute verputzt | Chorturm frühgotisch, im 15. Jh. erweitert, Langhaus barock umgebaut und heute verputzt |                                                                       |
| Altdorf, Lkr. Landshut                                | Kirche Mariä Heimsuchung D-2-74-113-8                         | nach 1419 – 1466                                                                        | Staffelhalle; Turm u. Westgiebel verputzt |                                                                       |
| Altheim Essenbach, Lkr. Landshut                      | Andreaskirche D-2-74-128-8                                    | spätes 15. Jh.                                                                          | Turm aus Sichtbackstein |                                                                       |
| Baierbach, Lkr. Landshut                              | Kirche Unsere Liebe Frau (CC) D-2-74-118-2                    | 2. H. 15. Jh.                                                                           | |                                                                       |
| Berg, Reischach, Lkr. Altötting                       | Kirche St. Veit (CC), D-1-71-129-15 (ID = 31840)              |                                                                                         | |                                                                       |
| Bergham, Haarbach, Lkr. Passau                        | Filialkirche St. Stephan D-2-75-125-24                        | Chor und Turm Ende 15. Jh.                                                              | Langhaus romanisch |                                                                       |
| Dingolfing                                            | St. Johannes D-2-79-112-28                                    | 1467–1502                                                                               | |                                                                       |
| Dingolfing                                            | Herzogsburg D-2-79-112-58                                     | 1410–1420                                                                               | - getüncht aber nicht verputzt - feines Maßwerk aus Terrakotta |                                                                       |
| Dingolfing                                            | Dreifaltigkeitskapelle D-2-79-112-29                          | 15. Jh.                                                                                 | |                                                                       |
| Dingolfing                                            | Stadtmauer D-2-79-112-1                                       | 13. Jh., im 15. Jh. verstärkt                                                           | großenteils geschlämmter Backstein, Tore und Türme aber verputzt |                                                                       |
| Ebrantshausen, Mainburg, Lkr. Kelheim                 | St. Petrus und Paulus (CC) D-2-73-147-21                      | gotisch 14./15. Jh.                                                                     | romanische Chorturmkirche um nördliches gotisches Nebenschiff (Heinrichskapelle) erweitert |                                                                       |
| Eggenfelden, Lkr. Rottal-Inn                          | St. Nikolaus und Stephanus D-2-77-116-9                       | Weihe 1444, Bau bis 1488                                                                | Staffelhalle |                                                                       |
| Eggenfelden, Lkr. Rottal-Inn                          | Kap. St. Anna (CC) D-2-77-116-10                              | Ende 15. Jh.                                                                            | ehem. Friedhofskapelle | Regiowiki m. Foto                                                     |
| Eichhornseck, Tann, Lkr. Rottal-Inn                   | Filialkirche St. Leonhard D-2-77-148-1                        | Kern 13./14. Jh. Turm 2. H. 15. Jh.                                                     | | Foto siehe Datenbank                                                  |
| Eichstätt, Pfeffenhausen, Lkr. Landshut               | Kirche St. Blasius D-2-74-172-35                              | 2. H. 15. Jh.                                                                           | Fenster barock verändert |                                                                       |
| Erlach, Simbach am Inn, Lkr. Rottal-Inn               | Mariä Himmelfahrt D-2-77-145-56                               | 1. Hälfte 15. Jh.                                                                       | Schiff Sichtbackstein, Turm Tuffsteinquaderbau |                                                                       |
| Essenbach, Lkr. Landshut                              | Pfarrk. Mariä Himmelfahrt D-2-74-128-1                        | 1470                                                                                    | Sichtbackstein nur am Chor |                                                                       |
| Eugenbach, Altdorf, Lkr. Landshut                     | Pfarrk. St. Georg D-2-74-113-13                               | Chor 1516/17 (d)                                                                        | Sichtbackstein nur am Chor |                                                                       |
| Feldkirchen, Geisenhausen, Lkr. Landshut              | Kirche Mariä Himmelfahrt (CC) D-2-74-134-24                   | 1460–1465                                                                               | Südseitenschiff bald danach |                                                                       |
| Frontenhausen, Lkr. Dingolfing-Landau                 | Pfarrkirche St. Jakob (CC) D-2-79-115-14                      | (1370–) Ende 15. Jh.                                                                    | dreischiffige Pseudobasilika, westlicher Anbau 1536, Turm verputzt 17./18. Jh. |                                                                       |
| Gehersdorf, Zeilarn, Lkr. Rottal-Inn                  | Kirche St. Johannes der Täufer D-2-77-154-11                  | um 1470                                                                                 | Chor durch Strebepfeiler hervorgehoben | Foto im Regiowiki                                                     |
| Geisenhausen, Lkr. Landshut                           | Pfarrkirche St. Martin D-2-74-134-6                           | ab 1477, Turm bis 1547                                                                  | |                                                                       |
| Georgenzell Neufraunhofen, Lkr. Landshut              | Georgskirche D-2-74-154-7                                     | 2. H. 15. Jh.                                                                           | innen barockisiert | Foto fehlt                                                            |
| Geratskirchen, Lkr. Rottal-Inn                        | Martinskirche (CC) D-2-77-122-1                               | 1472                                                                                    | geschlämmter Backsteinbau, 1880 um ein Joch vergrößert |                                                                       |
| Gerbersdorf, Johanniskirchen, Lkr. Rottal-Inn         | Filialkirche St. Andreas D-2-77-126-24                        | um 1500                                                                                 | | kein geeignetes Foto                                                  |
| Grasensee, Wurmannsquick, Lkr. Rottal-Inn             | Filialk. St. Kolomann D-2-77-153-12                           | 15. Jh.                                                                                 | einschiffig | Foto siehe Datenbank                                                  |
| Bad Griesbach im Rottal, Lkr. Passau                  | St.-Michaelskirche D-2-75-124-21                              | 1480                                                                                    | |                                                                       |
| Großköchlham, Taufkirchen (Vils), Lkr. Erding         | Kirche St. Valentin D-1-77-139-23                             | um 1500                                                                                 | |                                                                       |
| Großweiher, Moosthenning, Lkr. Dingolfing-Landau      | Filialk. St. Stephan (CC) D-2-79-128-35                       | 2. H. 15. Jh.                                                                           | |                                                                       |
| Gumpersdorf, Zeilarn, Rottal-Inn                      | Filialkirche St. Rupert (CC) D-2-77-154-14                    | um 1480                                                                                 | Westgiebel bis Traufenhöhe in Tuffstein |                                                                       |
| Haarbach, Vilsbiburg, Lkr. Landshut                   | Michaelskirche D-2-74-184-76                                  | 1510                                                                                    | ehem. Schlosskapelle, geschlämmter Backstein | Foto siehe Link                                                       |
| Hirschhorn, Wurmannsquick, Rottal-Inn                 | Pfarrkirche St. Rupertus D-2-77-153-18                        | Kern 15. Jh.                                                                            | 1880–1885 umgestaltet |                                                                       |
| Hohenegglkofen, Lkr. Landshut                         | St. Johann Baptist D-2-74-146-12                              | 15. Jh.                                                                                 | Steil proportionierte Saalkirche aus unverputztem Backsteinmauerwerk, im 18. Jahrhundert durch ein nördliches Seitenschiff erweitert                                                                       |                                                                       |
| Kleingundertshausen, Stadt Mainburg, Lkr. Kelheim     | Kirche St. Stephan (CC) D-2-73-147-23                         | ?                                                                                       | spätromanische Chorturmkirche mit gotischen und barocken Veränderungen, geschlämmter Backstein |                                                                       |
| Landau an der Isar, Landkreis Dingolfing-Landau       | Kastenhof D-2-79-122-23                                       | 15./16. Jh.                                                                             | geschlämmter Ziegelbau, Rest einer Herzogsburg, mit Stadtmauerrest von vor 1504, im 19. und 20. Jh. stark verändert, seit 1995 Museum, seit 2019 Kastenhof Landau – Das Museum für Steinzeit und Gegenwart | Eingang zum Kastenhof Landau - Das Museum für Steinzeit und Gegenwart |
| Landshut                                              | Martinskirche D-2-61-000-637                                  | 1385–1500                                                                               | |                                                                       |
| Landshut                                              | St. Jodok D-2-61-000-267                                      | etwa 1350–1450                                                                          | |                                                                       |
| Landshut                                              | Heiliggeistkirche D-2-61-000-229                              | 1407–1461                                                                               | Heute Ausstellungshalle |                                                                       |
| Landshut                                              | Burg Trausnitz D-2-61-000-563                                 | 1150–1503                                                                               | spätromanisch und gotisch, spätere Umbauten und Ergänzungen (Renaissance und Neorenaissance) nicht mehr in Sichtbackstein                                                                                  |                                                                       |
| Landshut                                              | Altstadt 81 „Pappenberger Haus“ D-2-61-000-66                 | um 1405                                                                                 | Altstadtfassade mit Rauputz von 1681, Innenhof mit unverputztem spätgotischem Flügelbau |                                                                       |
| Landshut                                              | Stadtbefestigung                                              |                                                                                         | - Burghauser Tor D-2-61-000-37 - Ländtor D-2-61-000-332 - 3 weitere Stadttürme |                                                                       |
| Landshut                                              | Heiligblutkirche D-2-61-000-591                               | 1. H. 15. Jh.                                                                           | in der Hofmark außerhalb der Altstadt |                                                                       |
| Marastorf, Gangkofen, Lkr. Rottal-Inn                 | Filialk. St. Andreas D-2-77-121-104                           | 2. H. 15. Jh.                                                                           | | Foto siehe Daba-Link                                                  |
| Martinskirchen, Wurmannsquick, Lkr. Rottal-Inn        | Filialkirche St. Martin D-2-77-153-22                         | 2. H. 15. Jh.                                                                           | „Blankziegelturm auf der Südseite“, 48,36°N 12,838°O | siehe Tour                                                            |
| Moosvogl, Massing, Lkr. Rottal-Inn                    | Filialkirche St. Nikolaus D-2-77-133-28                       | 2. H. 15. Jh.                                                                           | | Foto siehe Datenbank                                                  |
| Neukirchen, Triftern, Lkr. Rottal-Inn                 | Pfarrkirche St. Johannes d. Täufer D-2-77-149-56              | Turm 13./14. Jh.                                                                        | nur Turm sichtbarer Backstein; Schiff 2. H. 15. Jh., verputzt |                                                                       |
| Noppling, Reut, Lkr. Rottal-Inn                       | Filialkirche St. Johannes der Täufer D-2-77-140-25            | spätes 15. Jh.                                                                          | 1908 nach Westen verlängert | Foto siehe Datenbank                                                  |
| Oberdietfurt, Massing, Lkr. Rottal-Inn                | Pfarrkirche St. Johannes der Täufer (CC) D-2-77-133-31        | 2. H. 15. Jh.                                                                           | dreischiffige Hallenkirche |                                                                       |
| Pauluszell, Wurmsham, Lkr. Landshut                   | Pfarrk. Pauli Bekehrung D-2-74-193-15                         | Ende 15. Jh.                                                                            | Turm 1860 ersetzt | Foto siehe Link                                                       |
| Pfarrkirchen, Lkr. Rottal-Inn                         | St. Simon und Judas Thaddäus D-2-77-138-30                    | 13.–15. –20. Jh.                                                                        | spätgotisch nach älteren Vorgängern, Schiff 1971/1972 modern erweitert |                                                                       |
| Pfarrkirchen, Lkr. Rottal-Inn                         | Achteckiger Turm der Stadtmauer (CC) D-2-77-138-15            | Mitte 16. Jh.                                                                           | Mauer nur abschnittsweise erhalten, Turm teilw. rekonstruiert |                                                                       |
| Pfeffenhausen, Lkr. Landshut                          | Martinskirche D-2-74-172-12                                   | spätgot.                                                                                | nur rechteckige Turmgeschosse mittelalterlich, achteckige Geschosse 1696, übrige Kirche 1885–1887 |                                                                       |
| Pischelsberg, Eggenfelden, Lkr. Rottal-Inn            | St.-Andreas-Kirche D-2-77-116-86                              | 1472                                                                                    | Giebelreiter 19. Jh. |                                                                       |
| Pürkwang, Wildenberg, Lkr. Kelheim                    | Pfarrkirche St. Andreas (CC) D-2-73-181-6                     | Chor bis 1487                                                                           | Turm mit Spitzbogenblenden; 1725 barocke Veränderungen |                                                                       |
| Ried, Pattendorf, Adlkofen, Lkr. Landshut             | Ägidiuskirche D-2-74-111-37                                   | 1. H. 14. Jh.                                                                           | |                                                                       |
| Rottenstuben, Hebertsfelden, Lkr. Rottal-Inn          | Filialkirche St. Jakobus (CC) D-2-77-124-48                   | Mitte 15. Jh.                                                                           | geschlämmter Backstein | Außenfoto siehe Daba-Link                                             |
| 84367 Reut, Lkr. Rottal-Inn                           | Pfarrkirche St. Stephanus D-2-77-140-1 siehe Denkmalliste     | spätes 15. Jh.                                                                          | 1895 vergrößert |                                                                       |
| Schönau im Rottal, Rottal-Inn                         | Stephanskirche (CC) D-2-77-144-7                              | spätgot. u. 1890/91                                                                     | mittelalterlicher Chor als Seitenkapelle, Rest neugotisch |                                                                       |
| Staudach, Massing, Rottal-Inn                         | Pfarr- u. Wallfahrts- kirche St. Corona D-2-77-133-37         | 1481–1488                                                                               | |                                                                       |
| Steinkirchen, Ortenburg, Passau                       | St. Laurentius (Ortenburg) D-2-75-138-137                     | 1474–1478                                                                               | einschiffige Kirche, seit 1573 evangelisch |                                                                       |
| Straubing                                             | St. Jakob D-2-63-000-152                                      | 1400–1512                                                                               | |                                                                       |
| Straubing                                             | Karmeliterkirche D-2-63-000-11                                | 1368–1430                                                                               | 1700–1755 barockisiert |                                                                       |
| Straubing                                             | Stadtbefestigung D-2-63-000-1                                 | 14. u. 15. Jh.                                                                          | zwei gotischer Wachtürme und Teile der Stadtmauer aus Backstein: - Josephi- oder Agnes-Bernauer-Turm (CC) D-2-63-000-1, Fü… - Pulverturm D-2-63-000-1, Pu…                                                 |                                                                       |
| Unterdietfurt, Rottal-Inn                             | Mariä Heimsuchung D-2-77-151-5                                | 2. H. 15. Jh.                                                                           | Backstein weiß geschlämmt |                                                                       |
| Unterwattenbach, Essenbach, Lkr. Landshut             | Ägidiuskirche D-2-74-128-41                                   | um 1500                                                                                 | |                                                                       |
| Unterzeitlarn, Lkr. Landshut                          | Ägidiuskirche (CC) D-2-77-144-47                              | Langhaus 13. Jh., Turm 15. Jh.                                                          | |                                                                       |
| Usterling, Landau an der Isar                         | St. Johannes der Täufer D-2-79-122-74                         | Anfang 16. Jh.                                                                          | |                                                                       |
| Uttlau, Haarbach, Lkr. Passau                         | St.-Andreas-Kirche D-2-75-125-91                              | um 1476 –1478                                                                           | Ziegelbauweise mit Feldsteineinschlüssen, spätgotisch |                                                                       |
| Vilsheim, Lkr. Landshut                               | Kirche St. Kastulus D-2-74-185-1                              | 1451–1481                                                                               | 1730 barockisiert, 1862 verlängert |                                                                       |
| Vilsbiburg, Lkr. Landshut                             | Mariä Himmelfahrtskirche D-2-74-184-7                         | 1404–1500                                                                               | Turm im 17. Jh. erhöht; Hallenkirche |                                                                       |
| Walburgskirchen, Markt Tann, Lkr. Rottal-Inn          | St.-Walburga-Kirche D-2-77-148-48                             | 2. H. 15. Jh., Turm wohl 1400                                                           | Schiff 1882 nach Westen verlängert |                                                                       |
| Wald, Dietersburg, Lkr. Landshut                      | Kirche Maria Himmelfahrt D-2-77-114-100                       | Backstein 1480–1485                                                                     | ältere Teile 13. Jh. „Brockenmauerwerk“ | Foto siehe Link                                                       |
| Westen, Mallersdorf-Pfaffenberg, Lkr. Straubing-Bogen | Kirche Mariä Opferung D-2-78-148-44                           | spätes 15. Jh.                                                                          | im 18. Jh. Schiff verändert und Turm erhöht, spitzbog. Backsteinportale 1974 freigelegt |                                                                       |
| Winhöring, Lkr. Rottal-Inn                            | „Feldkirche“ Maria Namen, (CC) D-1-71-137-2                   | 15. Jh.                                                                                 | stark geschlämmt; Anbauten 1633 und 1655 |                                                                       |
| Wittibreut, Lkr. Rottal-Inn                           | Pfarrkirche St. Maria, St. Philipp und St. Jakob D-2-77-152-1 | Turm spätgot.                                                                           | nur Turm sichtbarer Backstein |                                                                       |
| Wolfakirchen, Haarbach, Lkr. Passau                   | Pfarrkirche Mariä Himmelfahrt D-2-75-125-139                  | 1502–1519                                                                               | Polygonalchor und Westturm aus Backstein |                                                                       |
| Wolferding, Vilsbiburg, Lkr. Landshut                 | Kirche St. Georg und St. Martin D-2-74-184-116                | 1489                                                                                    | | Foto siehe Link                                                       |
| Wurmsham, Lkr. Landshut                               | Kirche St. Ulrich (CC) D-2-74-193-1                           | 15. Jh.                                                                                 | |                                                                       |

### Franken
– Regierungsbezirke Ober-, Mittel- und Unterfranken –
Anzahl der Gebäude und Gebäudegruppen: 5 
| Ort      | Bauwerk                                     | Bauzeit                | Anmerkungen | Anmerkungen                                                                                         | Foto |
| -------- | ------------------------------------------- | ---------------------- | --- | --------------------------------------------------------------------------------------------------- | ---- |
| Nürnberg | Nürnberger Burg D-5-64-000-305              |                        | Kemenate und Teile anderer Gebäude aus Backstein                                                                               | |      |
| Nürnberg | Altes Rathaus D-5-64-000-1589               | 1332–40                | Ostgiebel des Südflügels (großer Ratssaal): Ziergiebel aus Backstein, übriges Gebäude aus Sandstein                            | Ostgiebel des Südflügels (großer Ratssaal): Ziergiebel aus Backstein, übriges Gebäude aus Sandstein |      |
| Nürnberg | Kirche St. Klara                            | 1270 bis 1. D. 15. Jh. | Backstein: Westgiebel der Kirche und des letzten Klostergebäudes, jeweils oberhalb der Traufenhöhe                             | |      |
| Nürnberg | Bürgerhaus Weinmarkt 2 (CC) D-5-64-000-2099 | 2. Hälfte 15. Jh.      | gotischer Backsteinlisenengiebel (der möglicherweise letzte von einst wohl zahlreichen)                                        | gotischer Backsteinlisenengiebel (der möglicherweise letzte von einst wohl zahlreichen)             |      |
| Nürnberg | Türme älterer Mauerringe                    | Mitte 13. Jh.          | - Laufer Schlagturm (Stadtseite), D-5-64-000-86 - Schuldturm (obere Geschosse), D-5-64-000-2056 - Weißer Turm, D-5-64-000-1236 | |      |

| Augsburg • Dingolfing • Ingolstadt • Landshut • München • Nürnberg • Straubing |

## Hessen

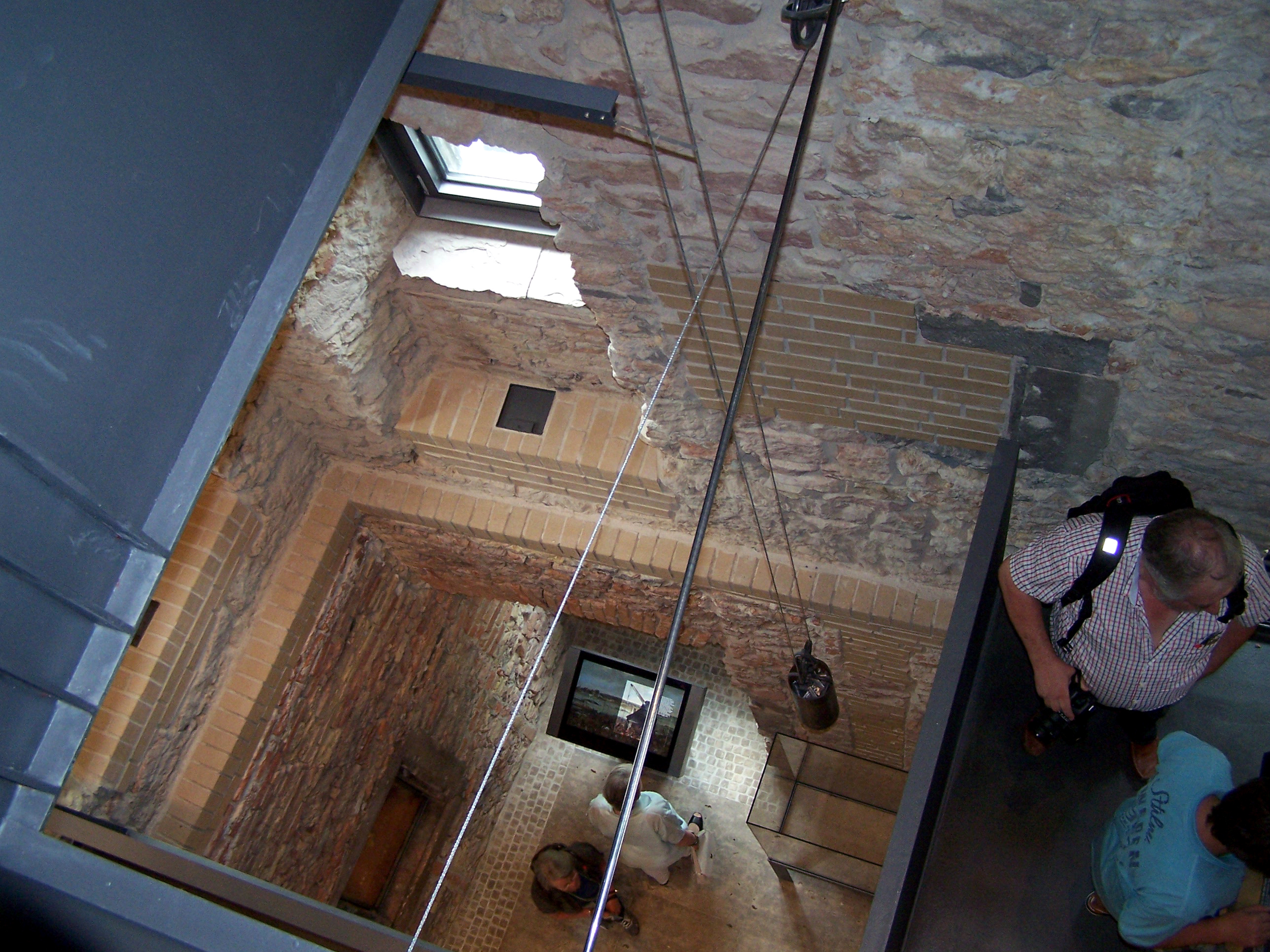
Treppenhaus im Rententurm

Der Rententurm des Saalhofs in Frankfurt ist zwar teilweise aus Backstein errichtet, aber eigentlich ein Putzbau. Die Freilegung von Ziegelmauerwerk im Inneren ist moderne Gestaltung.

## Rheinland-Pfalz

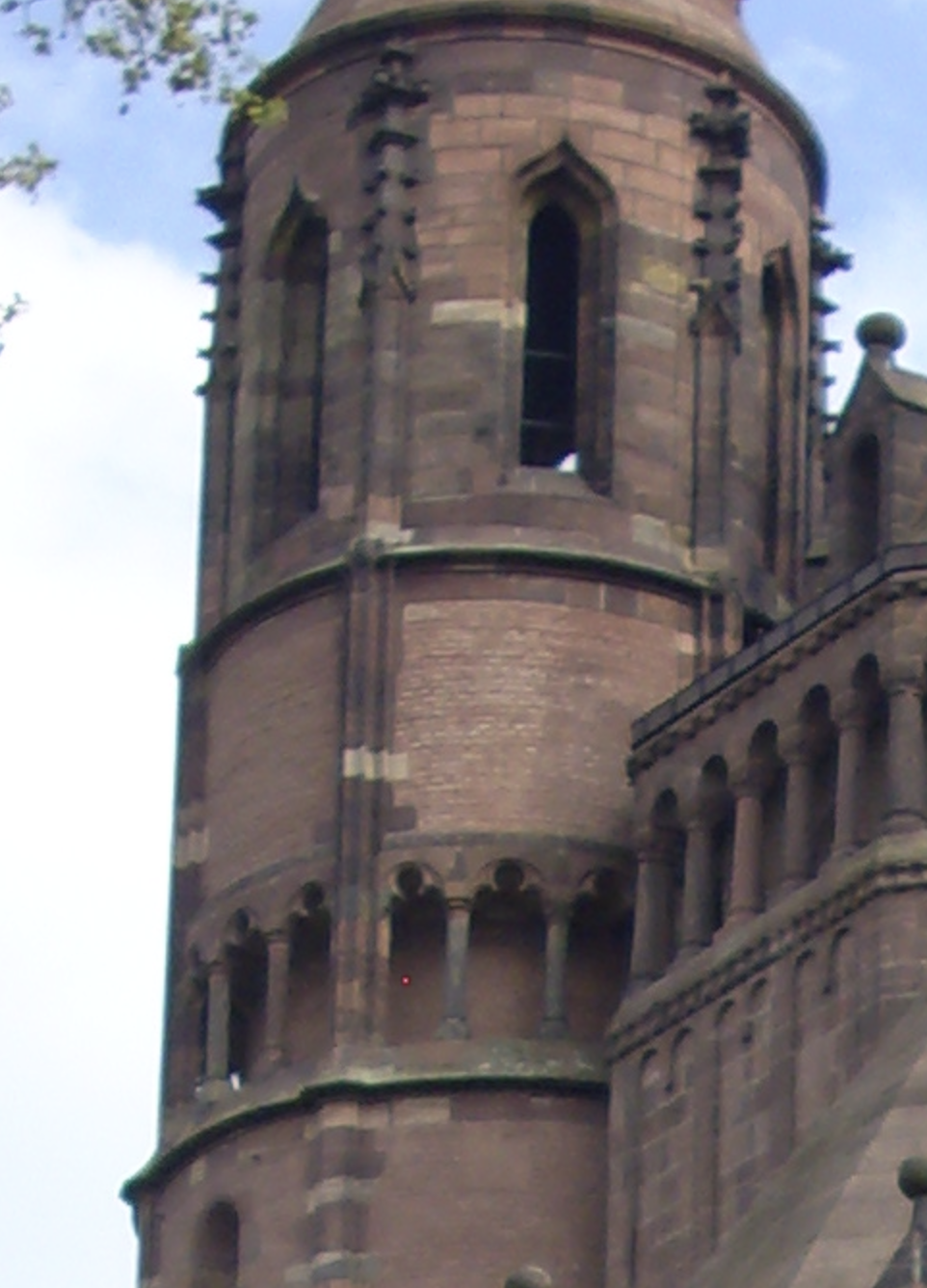
Nordwestturm
Wormser Dom

Der Wormser Dom, 1181 geweiht, ist größtenteils in romanischem Stil errichtet. Aber sein Nordwestturm stürzte 1421 ein und wurde umgehend wiedererrichtet, in seinen vorherigen Proportionen aber gotischer Wandgestaltung. Dabei wurde die Wand des zweitobersten Geschosses oberhalb der Zwerggalerie in Sichtbackstein ausgeführt, der farblich kaum vom Buntsandstein des übrigen Mauerwerks absticht.

## Sichtbarer und unsichtbarer Backstein

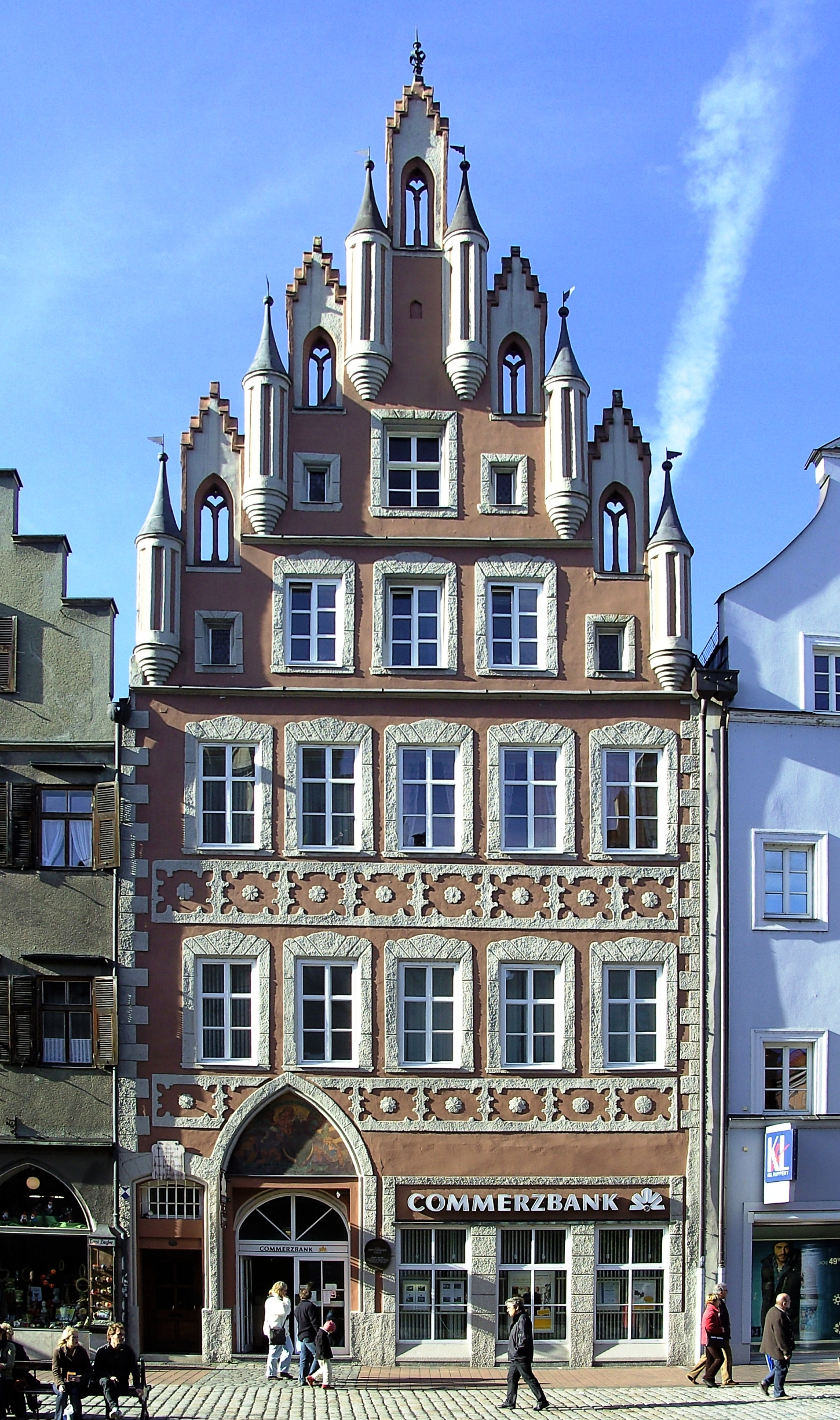
Altstadt 81, Landshut, um 1405 errichtet, Altstadtseite 1681 mit Rauputzdekor versehen, im Innenhof noch unverputzter gotischer Flügelbau

Außer den hier aufgelisteten Bauten, an denen der Backstein offen in Erscheinung tritt, gibt es zahlreiche, die aus Backstein errichtet wurden, an denen er aber, teils von Anfang an, teils durch spätere Veränderungen, unter Putz verborgen ist.

## Weblinks

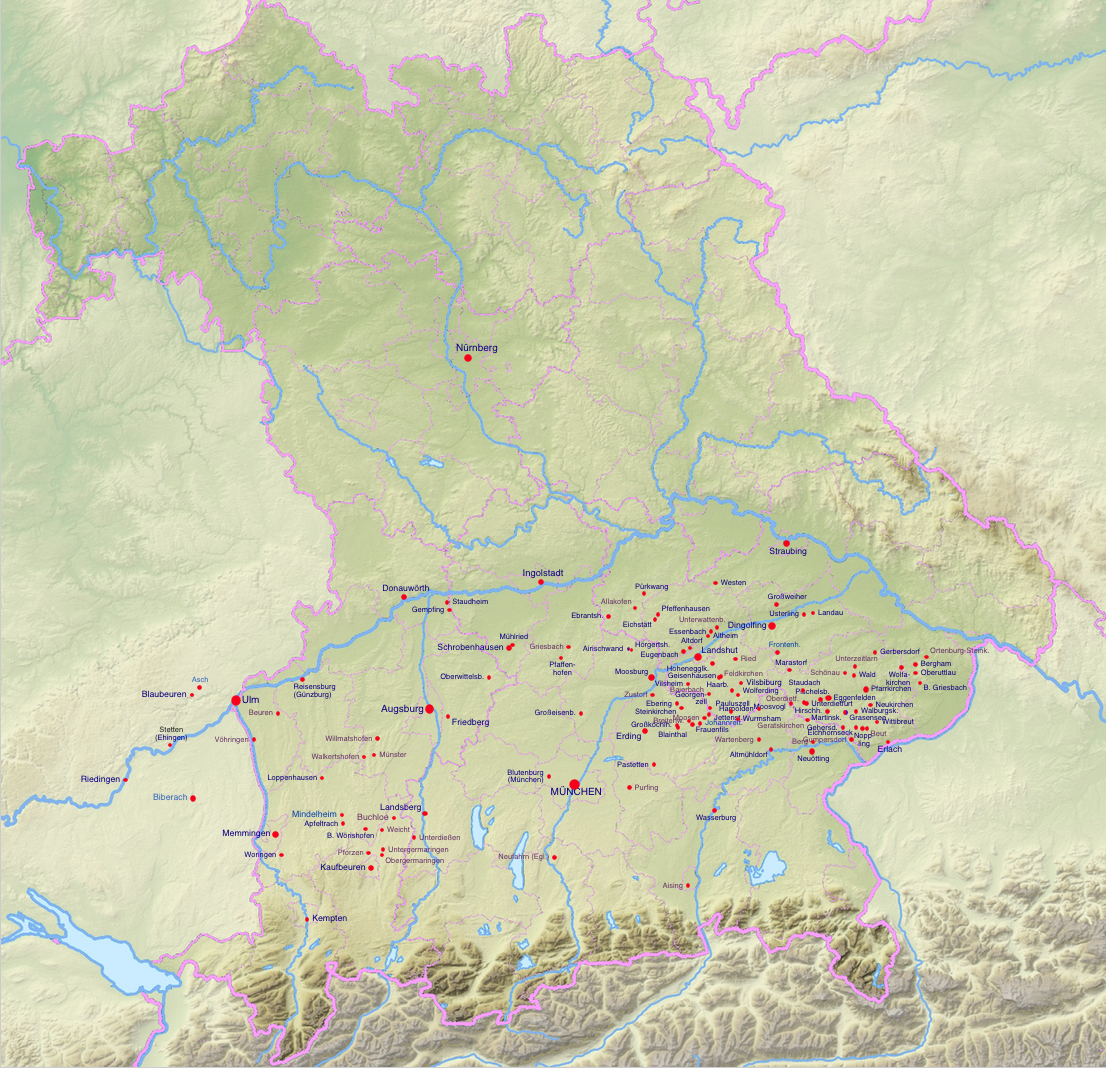
Screenshot der interaktiven Karte,
natürlich mit Ortsnamen